# Елмајра (Калифорнија)
Елмајра (енгл. Elmira) насељено је место без административног статуса у америчкој савезној држави Калифорнија.

## Демографија
По попису из 2010. године број становника је 188, што је 17 (-8,3%) становника мање него 2000. године.
| Група             | 2000.       | 2010.       |
| Белци             | 140 (68,3%) | 130 (69,1%) |
| Афроамериканци    | 3 (1,5%)    | 1 (0,5%)    |
| Азијати           | 0 (0,0%)    | 2 (1,1%)    |
| Хиспаноамериканци | 54 (26,3%)  | 47 (25,0%)  |
| Укупно            | 205         | 188         |